# 210030 Taoyuan
210030 Taoyuan è un asteroide della fascia principale. Scoperto nel 2006, presenta un'orbita caratterizzata da un semiasse maggiore pari a 2,2611923 UA e da un'eccentricità di 0,0785630, inclinata di 7,28278° rispetto all'eclittica.